# KRK Ouralets
Le KRK Ouralets (en russe : КРК Уралец) ou Complexe culturel et de divertissement Ouralets, est un complexe omnisports de la ville de Iekaterinbourg, dans l'Oural, en Russie.
Il a été construit en 1970.
Il accueille notamment l'équipe de hockey sur glace de l'Avtomobilist Iekaterinbourg de la Ligue continentale de hockey. La patinoire a une capacité de 5 570 spectateurs.
Le 3 février 2011, l'Avtomobilist retire le numéro 15 d'Aleksandr Gouliavtsev. Ce maillot est suspendu dans le KRK Ouralets.